# Андреєв Анатолій Йосипович
Анато́лій Йо́сипович Андре́єв  (20 січня 1900, Ольвіополь, Херсонська губернія — 3 серпня 1973, Ленінград) — радянський військовий діяч, генерал-лейтенант (20.04.1945).

## Біографія
Анатолій Йосипович Андреєв народився 20 січня 1900 року в місті Ольвіополь Єлизаветградського повіту Херсонської губернії (тепер частина міста Первомайська Миколаївської області). Єврей.
В Червоній Армії з квітня 1918 року. У складі 1-го радянського Латиського стрілецького полку 45-ї стрілецької дивізії Південної групи військ 12-ї армії брав участь в обороні Одеси від військ генерала Денікіна А. І.. В умовах оточення відходив на північ і в вересні 1919 року під Житомиром, прорвавши кільце оточення, з'єднався з частинами Червоної Армії. Брав участь у звільненні Харкова від денікінців, переслідував їх правобережжям Дніпра. В подальшому брав участь у придушенні повстання Н. І. Махна.
В грудні 1923 року закінчив 6-ту Харківську піхотну школу і командував взводом 152-го стрілецького полку в 51-й Перекопській стрілецькій дивізії Українського військового округу.
В 1924 році навчався на 5-місячних Вищих повторних розвідувальних курсах Українського військового округу в Харкові, по закінченні повернувся в свій полк, командував ротою, був помічником командира батальйону.
В квітні 1931 року закінчив Тактико-стрілецькі курси удосконалення комскладу РСЧА «Постріл» ім. Комінтерна і направлений командиром батальйону 75-го стрілецького полку 25-ї Чапаєвської стрілецької дивізії УВО.
З вересня 1932 року по травень 1933 року — помічник начальника 3-го відділення 4-го управління Штабу РСЧА.
В 1936 році закінчив Військову академію ім. М. В. Фрунзе і призначений начальником 1-ї частини штабу 24-ї Самаро-Ульянівської залізної дивізії УВО.
В лютому 1938 року призначений начальником штабу 46-ї стрілецької дивізії УВО, проте за 4 місяці був переведений до Закавказького військового округу на посаду начальника штабу 47-ї Грузинської гірськострілецької дивізії.
З лютого 1939 року командує 63-ю гірськострілецькою дивізією, а з жовтня — 20-ю гірськострілецькою дивізією Закавказького військового округу.
Постановою РНК СРСР від 4 червня 1940 року № 945 комбригу Андреєву А. Й. присвоєно військове звання генерал-майор.
У вересні 1940 року призначається заступником начальника штабу Закавказького військового округу з тилу. З березня 1941 року — командир 136-ї стрілецької дивізії. З початком німецько-радянської війни дивізія генерал-майора Андреєва брала участь в бойових діях на Південному фронті.
В січні 1942 року генерал-майор Андреєв А. Й. призначений командиром 4-ї гвардійської стрілецької дивізії 59-ї армії Ленінградського фронту.
З травня 1943 року — заступник командуючого 2-ю ударною армією і, одночасно, виконувач обов'язків командира 43-го стрілецького корпусу. З вересня 1943 року — командир 43-го стрілецького корпусу.
У складі різних армій Ленінградського фронту корпус брав участь в Кингисеппсько-Гдовській фронтовій наступальній операції, що була частиною Ленінградсько-Новгородської стратегічної наступальної операції.
На заключному етапі німецько-радянської війни 43-й стрілецький корпус у складі 59-ї армії 1-го Українського фронту брав участь в Сандомирсько-Сілезькій наступальній операції, внаслідок якої було звільнено польські міста Бендзин, Домброва-Гурнича, Сосновець, Катовиці й інші.
20 квітня 1945 року Андреєву А. Й. присвоєно військове звання генерал-лейтенант.
У травні 1945 року частини 43-го стрілецького корпуса брали участь у Празькій наступальній операції.
З травня 1945 по лютий 1946 року генерал-лейтенант Андреєв А. Й. — заступник командувача 7-ї гвардійської армії. З лютого по травень 1946 року — командир 31-го стрілецького корпуса.
З травня 1946 року — на викладацькій роботі. Спочатку був старшим викладачем Вищої військової академії імені К. Є. Ворошилова, а з жовтня 1947 року — заступник начальника Військової академії зв'язку. В 1949 році вийшов у відставку.
Помер 3 серпня 1973 року. Похований в Ленінграді.

## Військові звання
- Генерал-майор — 04.06.1940
- Генерал-лейтенант — 20.04.1945

## Нагороди
- Орден Леніна
- Три ордена Червоного Прапора
- Два ордена Суворова 2 ступеня
- Орден Кутузова 2 ступеня
- Медалі